# Collesalvetti
Collesalvetti é uma comuna italiana da região da Toscana, província de Livorno, com cerca de 15.866 habitantes. Estende-se por uma área de 109 km², tendo uma densidade populacional de 146 hab/km². Faz fronteira com Cascina (PI), Crespina (PI), Fauglia (PI), Livorno, Orciano Pisano (PI), Pisa (PI), Rosignano Marittimo.